# Du Thụ
Du Thụ (tiếng Trung: 榆树市, Hán Việt: Du Thụ thị) là một huyện cấp thị (thành phố cấp huyện) của địa cấp thị Trường Xuân, tỉnh Cát Lâm, Trung Quốc. Thành phố này có diện tích 4691 km2, dân số 1.220.000 người, mã số bưu chính 130400. Thành phố Du Thụ nằm ở phía đông bắc của địa cấp thị Trường Xuân.

## Các đơn vị hành chính
Du Thụ được chia thành 4 nhai đạo, 15 trấn, 8 hương và 1 hương dân tộc.
- Nhai đạo: Hoá Xương, Chính Dương, Bồi Anh, Thành Giao
- Trấn: Ngũ Khỏa Thụ, Cung Bằng, Mẫn Gia, Đại Pha, Hắc Lâm, Thổ Kiều, Tân Lập, Đại Lĩnh, Vu Gia, Tứ Hà, Bát Hào, Lưu Gia, Tú Thủy, Bảo Thọ, Tân Trang
- Hương: Dục Dân, Hồng Tinh, Thái An, Tiên Phong, Thanh Sơn, Ân Dục, Thành Phát, Hoàn Thành
- Hương dân tộc: Hương dân tộc Triều Tiên Diên Hòa